# موزه آبادان

از کوزه‌های موزه.

موزه آبادان یکی از موزه‌های قدیمی ایران است این موزه در سال ۱۳۳۸ با مجموعه آثاری از دوره ما قبل تاریخی، تاریخی و آثاری‌از دوره‌های متاخر تا دوره قاجاریه و نیز آثاری از هنرمندان کارگاه‌های هنرهای سنتی افتتاح شد.
موزه آبادان در محله بوآرده شمالی در ضلع جنوب غربی دانشکده نفت آبادان و با وسعت تقریبی ۱۸۰۰ مترمربع توسط علی هانیبال و با همکاری شرکت نفت آبادان تأسیس گردید و در سال ۱۳۴۰ مورد بهره‌برداری قرار گرفت.

## ساختمان موزه
ساختمان موزه با الهام از معماری سنتی ایران شکل گرفت. این ساختمان دارای گنبدی به ارتفاع ۲۲/۵ متر است که متاثر از گنبد مقبره دانیال نبی شوش است. بنای موزه دارای یک طبقه‌است. این بنا در آغاز دارای چهار تالار برای نمایش مجموعه آثار باستان‌شناسی، مردم‌شناسی، و هنرهای ملی بود. گنبد مخروطی متشکل از ۸ ستون اصلی می‌باشد که این ستون‌ها در رأس به هم متصل شده‌اند.
موزه آبادان دارای یک تالار اصلی و دو تالار جنبی است. تالار اصلی؛ محل نمایش آثاردایمی موزه از جمله آثار به دست آمده از شوش (هزاره اول ق. م) و آثار دوره صفوی و قاجاری‌است. آثار مردم‌شناسی و نیز هنرهای سنتی در این مجموعه قرار دارد. یکی از تالارهای جنبی‌موزه به تالار نمایشگاههای موقت اختصاص داده شده‌است و تالار جنبی دیگر را کتابخانه وسالن اجتماعات تشکیل می‌دهد.

## وضعیت موزه در دوران جنگ ایران و عراق
با شروع جنگ ایران و عراق تصمیم گرفته شد تا برای نجات آثار موزه، مجموعه آثار جمع‌آوری و به جای امن برده شود. بدین ترتیب این آثار از گزند بمباران‌ها در امان ماند. بعد از پایان جنگ موزه مدت‌ها در دست مرمت بود.
با پایان کار مرمت، موزه بار دیگر حیات دوباره خود را در سال ۱۳۸۲ آغاز خواهد نمود. دراین دوره جدید حیات موزه، آثار به امانت برده شده موزه بار دیگر به خانه خود باز گردانده شده‌است.
پس از گذشت چندین سال یکی از تالارهای جنبی موزه آبادان به اداره میراث فرهنگی، صنایع دستی و گردشگری شهرستان‌های آبادان و خرمشهر مبدل گردید و در نهایت امر در شهریور ۱۳۹۱ جهت ارتقا و به روز رسانی سیستم حفاظتی و پوشش روشنایی محوطه خارجی موزه آبادان مقرر شد پروژه‌ای با اعتباری معادل ۴۷۵ میلیون ریال شروع گردد.

## آثار موزه
در موزه آبادان آثار مردم‌شناسی و آثار باستانی به معرض نمایش گذاشته شده‌است و ظروف سفال تاریخی و اشعار نگاشته شده بزرگان شعر و ادب پارسی بر روی دیوارهای آن قابل مشاهده است.
برخی از آثار موزه عبارتند از: بت‌های مفرغی، سرگرزه‌ها، دهانه‌های اسب، مجسمه‌حیوانات (ایلام و لرستان) و ظرف کروی لوله‌دار خاکستری رنگ ساخته شده به شیوه چرخ‌ساز، نیم تنه یک زن ساخته شده از سفال به رنگ آجری، تنگ لوله‌دار با کف ساده ساخته شده به‌شیوه چرخ ساز که از شوش به دست آمده‌است و... از جمله آثار این موزه هستند.
در ایامی که موزه مورد استقبال بیشتری می‌باشد مانند ایام نوروز، نمایشگاه صنایع دستی که شامل صنایع دستی بومی از قبیل محصولات لیف خرما می‌باشد در بخشی از این موزه نمایش داده می‌شود و به فروش می‌رسد.